# Karl Schäfer
Karl Schäfer (Wenen, 17 mei 1909 – aldaar, 23 april 1976) was een Oostenrijks kunstschaatser en zwemmer.

## Biografie
Karl Schäfer blonk al jong uit in zowel sport als muziek (saxofoon en viool). Hij won zeven Oostenrijkse zwemtitels op de schoolslag en nam deel aan de Olympische Zomerspelen 1928 in Amsterdam. Daar viel hij af tijdens de halve finales van de 200 meter schoolslag. Schäfer bleek echter meer succes met het kunstschaatsen te hebben, wat hij leerde op de ijsbaan van kunstschaatser Eduard Engelmann. Deze in 1912 gebouwde ijsbaan was de allereerste outdoor kunstijsbaan. Schäfer zou na afloop van zijn sportieve carrière met Engelmanns jongste dochter Christine, een zus van olympisch kampioene Helene Engelmann, trouwen.
Van 1929 tot en met 1936 domineerde hij de kunstschaatssport. Hij won in die periode zeven nationale, acht Europese, zeven wereld- en twee olympische titels. Na de Olympische Winterspelen 1936 in Garmisch-Partenkirchen stopte hij met de wedstrijdsport, ging professioneel schaatsen en toerde door de Verenigde Staten. In 1940 bedachten Schäfer en kunstschaatscoach Herta Wächter de Karl-Schäfer-Eisrevue. Drie jaar later speelde hij mee in de ijsrevue Der weiße Traum. Na de Tweede Wereldoorlog werd hij, eerst in de Verenigde Staten en later in zijn thuisland Oostenrijk, een kunstschaatscoach. Schäfer overleed in 1976 op 66-jarige leeftijd. In 1997 werd de jaarlijkse Oostenrijkse kunstschaatscompetitie omgedoopt in de Karl Schäfer Memorial.

## Resultaten kunstschaatsen
| Kampioenschap           | 1927   | 1928   | 1929   | 1930 | 1931 | 1932 | 1933 | 1934 | 1935 | 1936 |
| ----------------------- | ------ | ------ | ------ | ---- | ---- | ---- | ---- | ---- | ---- | ---- |
| Olympische Spelen       |        | 4e     |        |      |      | Goud |      |      |      | Goud |
| Wereldkampioenschap     | Brons  | Zilver | Zilver | Goud | Goud | Goud | Goud | Goud | Goud | Goud |
| Europees kampioenschap  | Brons  | Zilver | Goud   | Goud | Goud | Goud | Goud | Goud | Goud | Goud |
| Nationaal kampioenschap | Zilver | Zilver | Goud   | Goud | Goud | Goud | Goud | Goud |      | Goud |